# Slax
La Slax est une distribution Linux disponible aussi bien sous forme de live CD que dans une version live USB installable sur clé USB.

## Médias
La présentation de la Slax sur un média externe (CD, DVD, clef USB, etc.) permet de lancer le système sans installation, à la condition que ce média puisse être amorcé au démarrage de l'ordinateur.
Comparativement à l'installation sur CD (ou DVD), la clé USB présente des possibilités étendues propres à ce support :
- possibilité de sauvegarde de données sur la clef, soit de façon automatique si cette option a été choisie, soit manuellement ;
- ajout de programmes via des modules additionnels ;
- absence de nécessité d'opération de gravure ;
- démarrage plus rapide, et utilisation beaucoup plus souple qu'avec un CD.

Par ailleurs, la création d'une clef USB « bootable » se fait par une simple ligne de commande, que ce soit sous Windows ou sous Linux.

## Historique
Cette distribution live est l'une des toutes premières à être apparue au début des années 2000. Elle a participé à la diffusion des live CD.
La distribution Slax s'appelait à l'origine "Slackware-Live".
Elle a été conçue à partir de la distribution Linux Slackware et est le fruit du travail du Tchèque Tomas Matejicek, spécialiste de la création de live CD.
La version 6, qui date de février 2008, marque un tournant dans la construction du système avec l'utilisation d'une nouvelle forme de modules dont l'extension de fichier est .lzm,.
Depuis la version 9, sortie en novembre 2017, n’est plus basée sur Slackware mais sur Debian.

## Modules
À partir de la version 6, les modules utilisés sont des *.lzm qui utilisent une technique de compression (LZMA) beaucoup plus efficace. La conversion des anciens modules (*.mo, désormais obsolètes) est toutefois possible, ce qui met à la disposition des utilisateurs une bibliothèque impressionnante de logiciels. Toutefois il est conseillé d'utiliser les nouveaux modules (*.lzm) afin d'éviter certaines incompatibilités. Un module peut être activé et désactivé « en live » selon les besoins. Si l'on veut intégrer un module au système de manière permanente, il suffit de le copier sur le média dans un répertoire approprié.